# Dexanabinol
Dexanabinol (genannt auch HU-211) ist ein synthetisches Cannabinoid, welches nicht an CB1- und CB2-Rezeptoren bindet. Es handelt sich um eine Forschungschemikalie, für die zurzeit keine Marktzulassung besteht.

## Chemie
Dexanabinol ist das Enantiomer von HU-210, einem sehr potenten Cannabinoid. Strukturell gesehen ist es das Spiegelbild des Seitenketten-Homologon des THC-Metaboliten 11-Hydroxy-Δ9-tetrahydrocannabinol.
Die ursprüngliche Synthese von HU-211 basiert auf einer säure-katalysierten Kondensation von (+)-Myrtenol und 1,1-Dimethylheptylresorcinol (3,5-Dihydroxy-1-(1,1-dimethylheptyl)benzol).
Es wurde in der Arbeitsgruppe von Raphael Mechoulam an der Hebräischen Universität in Jerusalem entwickelt. HU-211 bindet nicht an bekannte Cannabinoid-Rezeptoren, aber an NMDA-Rezeptor-Kanäle und wurde deshalb als potentielles Medikament für Schädel-Hirn-Trauma getestet, war aber in klinischen Studien nicht effektiver als Placebo.